# 毛坝乡 (永顺县)
毛坝乡，是中华人民共和国湖南省湘西土家族苗族自治州永顺县下辖的一个乡镇级行政单位。

## 行政区划
毛坝乡下辖以下地区：
毛坝村、团结村、五寨村、澧源村、乾坤村、观音村、东山村和太平村。